# 門澤橋站
門澤橋站（日语：／ Kadosawabashi eki */?）是位於神奈川縣海老名市門澤橋二丁目，屬於東日本旅客鐵道（JR東日本）相模線的鐵路車站。

## 車站構造

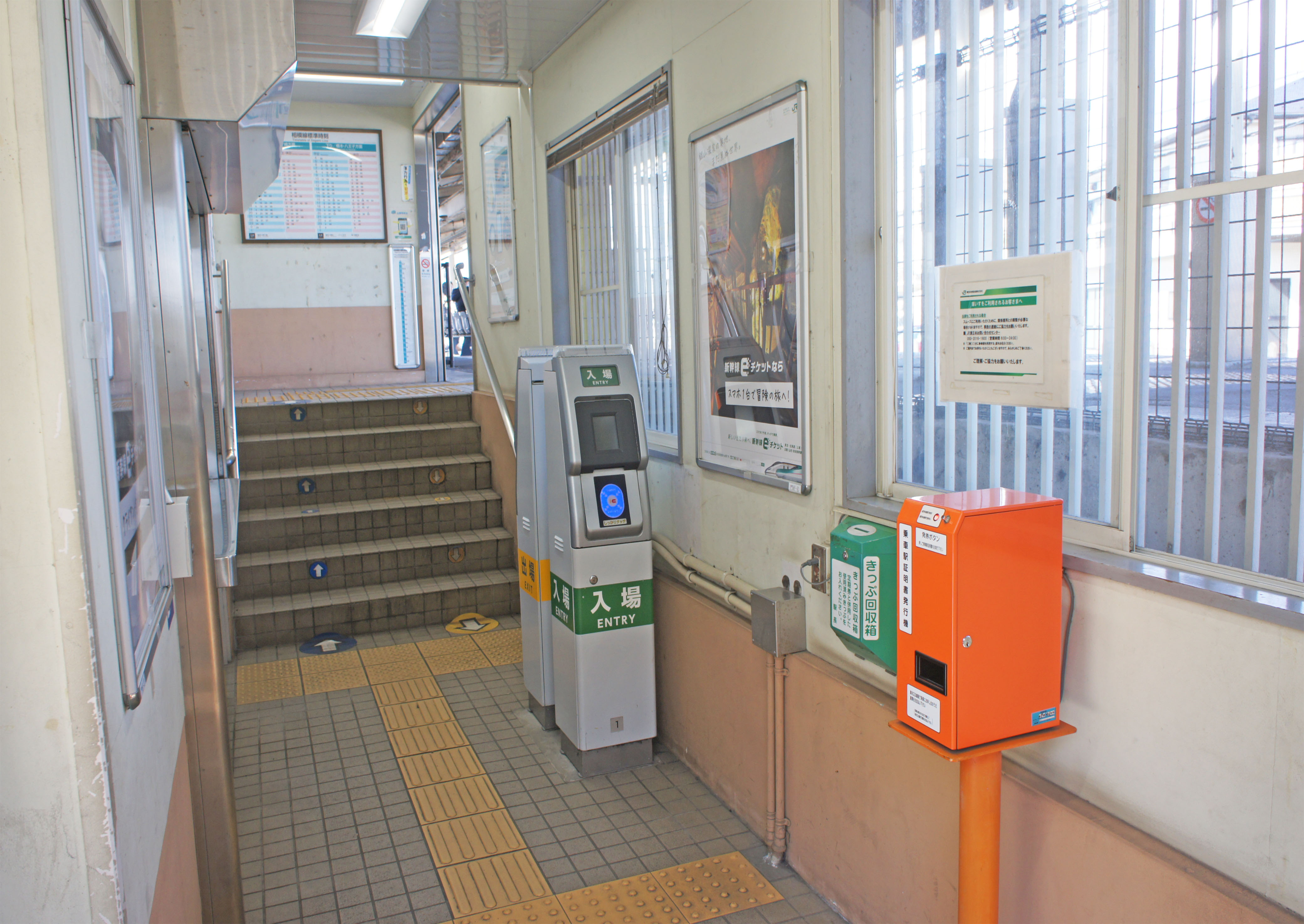
驗票口（2022年2月）

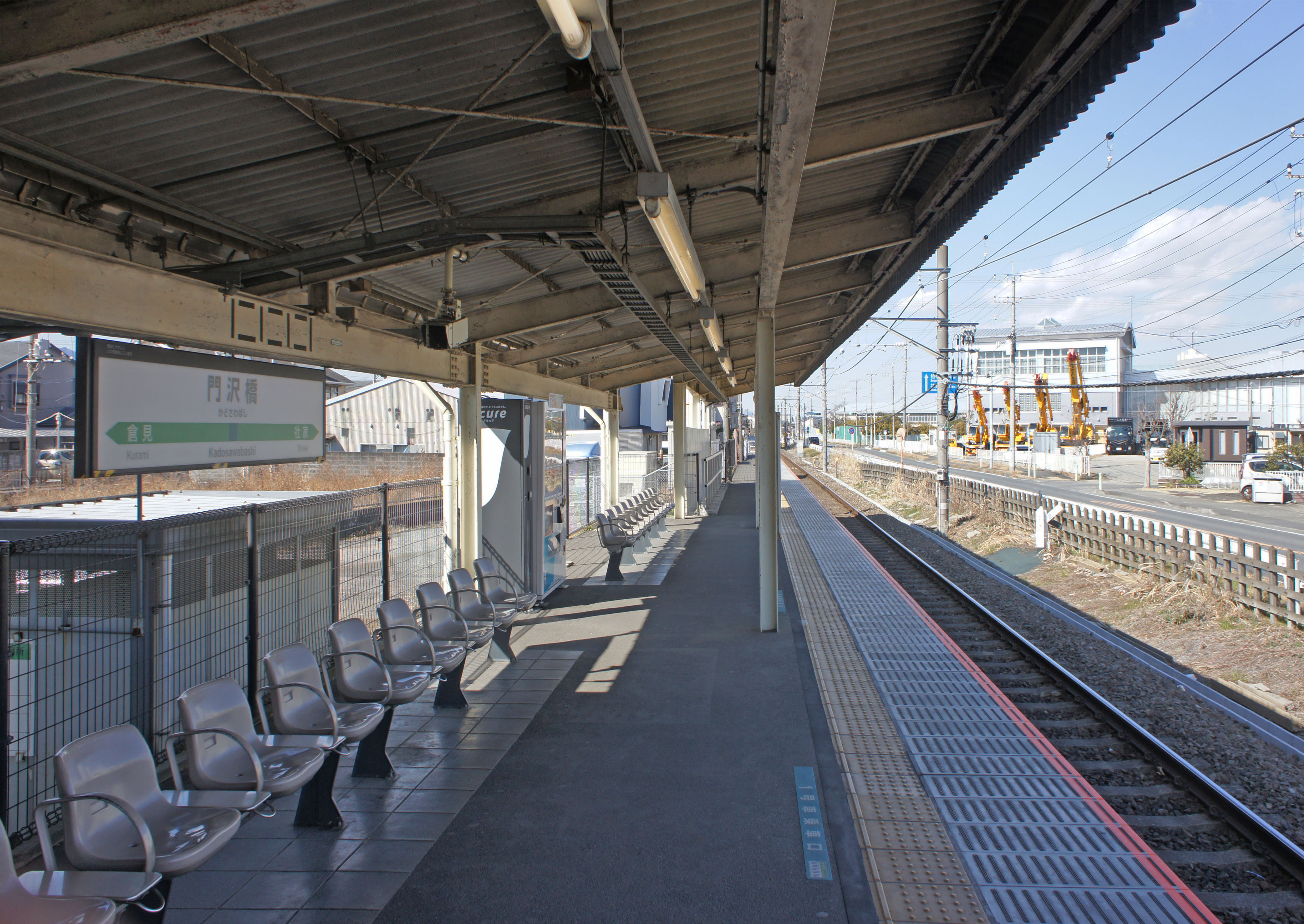
月台（2022年2月）

本站為單式（對向式）月台1面1線的地上車站。本站過去曾是無站員車站，後曾委託當地的農業協同組合（JA）負責營運業務，現則由JR東日本車站服務負責營運。站内設有簡易Suica改札機。
| 月台 | 路線    | 方向     | 目的地                 |
| ---- | ------- | -------- | ---------------------- |
|      | ■相模線 | 下行     | 厚木、橋本、八王子方向 |
| 上行 | ■相模線 | 茅崎方向 |                        |

## 使用情況
2014年度的1日平均上車人次是1,862人。
近年的推移如下表。
| 年度               | 1日平均 上車人次 |
| ------------------ | ---------------- |
| 1995年（平成07年） | 1,812            |
| 2000年（平成12年） | 1,792            |
| 2001年（平成13年） | 1,757            |
| 2002年（平成14年） | 1,724            |
| 2003年（平成15年） | 1,695            |
| 2004年（平成16年） | 1,726            |
| 2005年（平成17年） | 1,737            |
| 2006年（平成18年） | 1,753            |
| 2007年（平成19年） | 1,848            |
| 2008年（平成20年） | 1,845            |
| 2009年（平成21年） | 1,755            |
| 2010年（平成22年） | 1,733            |
| 2011年（平成23年） | 1,698            |
| 2012年（平成24年） | 1,777            |
| 2013年（平成25年） | 1,855            |
| 2014年（平成26年） | 1.862            |

## 車站周邊
- 有馬圖書館
- 門澤橋小學校

## 历史
- 1931年7月1日 開業。

## 相鄰車站
東日本旅客鐵道（JR東日本）
■相模線
倉見－門澤橋－社家

## 外部連結
- 車站資訊（門澤橋）：東日本旅客鐵道

35°24′24.8″N 139°22′48.2″E / 35.406889°N 139.380056°E